# Nemzeti Fejlesztési Minisztérium
A Nemzeti Fejlesztési Minisztérium (rövidítve NFM) a második, illetve harmadik Orbán-kormány egyik minisztériuma volt 2010 és 2018 között. Utódja a negyedik Orbán-kormány alatt az Innovációs és Technológiai Minisztérium.

## Története
A  minisztériumot a második Orbán-kormány idején, a 2010. évi XLII. törvény hozta létre 2010 májusában. Az újonnan alakult tárcához került minden olyan tevékenység, ami a fejlesztés témakörével kapcsolatban áll. Erre a fejlesztési források egy kézben való összpontosítása és az erőforrások könnyebb mobilizálhatósága miatt volt szükség. Jelenleg ilyen célnak tekinthető a kis- és középvállalkozások helyzetbe hozása, megerősítése, a foglalkoztatás növelése, a gazdaság élénkítése.
A minisztérium jogelődjének, a Közlekedési, Hírközlési és Energiaügyi Minisztérium feladatai átkerültek az új tárcához, és a tevékenységi kör lényegesen kibővült.

## A Nemzeti Fejlesztési Minisztérium feladatai
Az NFM tevékenységének fő területei:
- Fejlesztéspolitika: A hazai és európai uniós fejlesztéspolitika alakítása és végrehajtása, ágazati fejlesztések összehangolása, idegenfogalmi fejlesztések, a kutatás-fejlesztés és a technikai innováció, az űrkutatással kapcsolatos feladatok ellátása.
- Vagyonpolitika: A vagyongazdálkodás, az állami vagyonnal való gazdálkodás szabályozása és az állami vagyonnal való gazdálkodás tulajdonosi ellenőrzése, a közbeszerzésekkel és beszerzésekkel kapcsolatos feladatok ellátása. Az NFM felügyeli az állami vagyon két legnagyobb kezelőjét, a Magyar Nemzeti Vagyonkezelő Zrt.-t (MNV Zrt.) és a Magyar Fejlesztési Bankot (MFB).
- Közlekedés: A közúti, vasúti, vízi és légi közlekedés fejlesztésével és a bányászati ügyekkel kapcsolatos feladatok ellátása.
- Infokommunikáció: Az audiovizuális politika, az informatika és a közigazgatási informatika infrastrukturális megvalósíthatóságának biztosítása, valamint az elektronikus hírközléssel, frekvenciagazdálkodással, információs társadalommal és postaüggyel kapcsolatos feladatok ellátása.
- Klíma- és energiapolitika: A lakosság energiaigényeinek biztonságos, gazdaságos, a környezetvédelmi szempontok figyelembevételével történő kielégítése, az energiapiaci verseny erősítése, valamint az Európai Unió keretében meghatározott közösségi célok megvalósulásának elősegítése. Magyarország hosszú távú, 2030-ig szóló energiastratégiájának megalkotása, valamint a Megújuló Energia Nemzeti Cselekvési Terv benyújtása az Európai Bizottság felé.
- Kiemelt állami szerződések és támogatások vizsgálata: Külön államtitkárság foglalkozik az állam számára előnytelen és nem gazdaságos vállalások kiszűrésével és a korábban megkötött privatizációs és stratégiai szerződések felülvizsgálatával. Államtitkárság által végzett ellenőrzések alapvető célja, hogy hosszabb távon is biztosítsák az állami oldal érdekérvényesítését, a magánpartnerek kockázatvállalását a PPP (köz- és magánszféra együttműködésében megvalósuló), privatizációs és a kiemelt stratégiai ügyekben.[1]

### Székhelye

A minisztérium Fő utcai irodaházának főbejárata

#### A minisztérium épületei
- Székhely: Akadémia utca 3.
- Iskola u. 13
- Vám utca 5-7.
- Váci út 45-47.
- Fő utca 44-50.[2]

## A Nemzeti Fejlesztési Minisztérium szervezete, a minisztérium vezetői
- nemzeti fejlesztési miniszter: Seszták Miklós
- parlamenti államtitkár: dr. Fónagy János
- közigazgatási államtitkár: dr. Vízkelety Mariann
- fejlesztéspolitikai koordinációért felelős államtitkár: dr. Molnár Ágnes
- klíma- és energiaügyekért felelős államtitkár: Kovács Pál
- vagyonpolitikáért felelős államtitkár: Hegmanné Nemes Sára
- infrastruktúráért felelős államtitkár: dr. Völner Pál[3]

Korábbi államtitkárok és államtitkárságok:
2011. szeptember 12-ig infokommunikációért felelős államtitkár: Nyitrai Zsolt; vagyonpolitikáért felelős államtitkár: dr. Halasi Tibor; kiemelt állami szerződéseket és támogatásokat vizsgáló államtitkár: Hegmanné Nemes Sára.
Bencsik János 2011.  december 31.-i hatállyal távozott a Klíma- és Energiaügyi Államtitkárság éléről.

### Helyettes államtitkárok és szakterületeik
| Szakterület                             | Név                        | Hivatali idő kezdete | Hivatali idő vége   |
| --------------------------------------- | -------------------------- | -------------------- | ------------------- |
| Energetika                              | Kovács Pál                 | 2010. június 7.      | 2011. december 31.  |
| Klímapolitika                           | Olajos Péter               | 2010. december 5.    | 2011. november 15.  |
| Klímapolitika                           | Pőcze Orsolya              | 2011. december 1.    | 2018. május         |
| Közlekedés                              | Schváb Zoltán              | 2010. június 7.      | 2018. május         |
| Fejlesztési ügyek                       | Nyikos Györgyi             | 2010. június 7.      | 2011. november 30.  |
| Kiemelt fejlesztési programok           | Földi Enikő                | 2011. szeptember 15. | 2018. május         |
| Monitoring és információs ügyek         | Dányi Gábor                | 2010. június 7.      | 2010. december 31.  |
| Vagyongazdálkodás                       | Székács Péter              | 2010. június 7.      | 2018. május         |
| Közbeszerzés                            | Jánosi Andrea              | 2010. július 15.     | 2018. május         |
| Kormányzati informatika                 | Vályi-Nagy Vilmos          | 2010. június 7.      | 2018. május         |
| Hírközlés és audiovizuális média        | Vasváriné dr. Menyhárt Éva | 2010. július 1.      | 2011. augusztus 15. |
| Európai uniós és nemzetközi kapcsolatok | Kovács Tamás Iván          | 2010. június 7.      | -                   |
| Gazdasági ügyek                         | Jenőfi György              | 2010. június 7.      | 2018. május         |
| Jogi és koordináció                     | Pálffy Ilona               | 2011. szeptember 15. | 2012. január 13.    |

### Szervezeti változások
2011. szeptember 12-én a tárca jelentős szervezeti átalakítást jelentett be, amelynek első lépcsőjében megszűnt az Infokommunikációért felelős Államtitkárság, és távozott Nyitrai Zsolt a minisztériumtól, aki miniszterelnöki biztosi megbízatást kapott. Az államtitkárság alá tartozó Kormányzati Informatikáért felelős Helyettes Államtitkárság közvetlen miniszteri irányítás alá került.
Jelentős változás továbbá, hogy a Kiemelt Állami Szerződéseket és Támogatásokat vizsgáló Államtitkárság a Vagyonpolitikáért felelős Államtitkárság részeként működik tovább. Az összevont államtitkárságot a továbbiakban Hegmanné Nemes Sára államtitkár irányítja. Dr. Halasi Tibor, korábbi vagyonpolitikáért felelős államtitkár a miniszterelnök tanácsadójaként dolgozik tovább a Miniszterelnökségen, megtartva a Magyar Nemzeti Vagyonkezelő Zrt. Igazgatósági elnöki tisztségét, és elfoglalva a Magyar Fejlesztési Bank Zrt. Felügyelő Bizottsági elnöki pozícióját.
A tárca 2011. november 18-án jelentette be, hogy a nemzeti fejlesztési miniszter javaslatára dr. Nyikos Györgyit, a Nemzeti Fejlesztési Minisztérium fejlesztési ügyekért felelős helyettes államtitkárát 2011. november 30-i hatállyal és Olajos Pétert, a tárca zöldgazdaság-fejlesztésért és klímapolitikáért felelős helyettes államtitkárát 2011. november 15-i hatállyal tisztségeikből a miniszterelnök felmentette.
Miután 2011. november 30-án a miniszterelnök megbízta Fellegi Tamást a Nemzetközi Valutaalappal tárgyaló delegáció vezetésével, a miniszter feladatainak sokaságára hivatkozva december 8-án bejelentette lemondását a tárca éléről. A lemondást követően Fellegit 2011. december 15-i hatállyal IMF-tárgyalásokért felelős tárca nélküli miniszterré nevezték ki. A fejlesztési tárca új vezetőjének kijelöléséig Orbán Viktor ideiglenesen Navracsics Tibor közigazgatási és igazságügyi minisztert bízta meg a nemzeti fejlesztési miniszter hatáskörének gyakorlásával, Fónagy Jánost, a Nemzeti Fejlesztési Minisztérium parlamenti államtitkárát, pedig a tárca vezetésével.
2011. december 26-án Schmitt Pál köztársasági elnök kinevezte az új fejlesztési minisztert, Németh Lászlóné személyében, egyúttal - év végi hatállyal - megszüntette Bencsik János államtitkári megbízatását.

### Miniszteri biztosok
A miniszterelnök 2010. június 12-től kétéves időtartamra a magyar-orosz gazdasági kapcsolatokért felelős kormánybiztosnak, 2010. szeptember 15-től pedig a Magyar–Ukrán Kormányközi Gazdasági Együttműködési Vegyes Bizottság magyar tagozatának elnökévé nevezte ki Fellegi Tamás fejlesztési minisztert. Ezen kívül 2010. december 3-tól Fellegi Tamás látja el a magyar-kínai gazdasági kapcsolatokért felelős kormánybiztosi tevékenységet is 1 év 6 hónapos időtartamra.
A minisztériumnak több miniszteri biztosa volt, illetve van. 2010. június 18-ai hatállyal nevezte ki a miniszter fél évre miniszteri biztosnak a légügyek felügyeletére Márton Attilát. Közvetlen feladata a hazai légi közlekedési portfólióban lévő, állami vagyonnal (MALÉV, Budapest Airport, HungaroControl) kapcsolatos közép- és hosszú távú stratégia kidolgozása és annak szakmai felügyelete volt. Takács Viktor 2011. február 25-től fél éven át látta el a Pesti Vigadó felújításának irányítási és koordinációs feladatait, 2011. március elsején hat hónapos megbízatással Zumbok Ferenc lett a budai Várnegyed megújításához szükséges állami feladatok koordinálásáért felelős miniszteri biztos. 2011. július 1-jétől pedig Both Zoltán fél évig mint miniszteri biztos koordinálja a kormányzati célú távközlő hálózatok konszolidációjával és az új hálózati modell kidolgozásával kapcsolatos feladatokat.
A minisztériumban jelenleg közel 667-en dolgoznak. Az államtitkárságokon helyettes államtitkárok irányítják a szakterületek munkáját. A minisztérium alá több háttérintézmény, hatóság, kezelő szerv is tartozik. Ezeken keresztül a minisztérium több, mint 300 állami vállalat felügyeletét is ellátja.

## A minisztérium által felügyelt főbb intézmények, állami vállalatok
- Közbeszerzési és Ellátási Főigazgatóság (KEF), korábbi nevén Központi Szolgáltatási Főigazgatóság
- Magyar Fejlesztési Bank (MFB)
- Magyar Nemzeti Vagyonkezelő (MNV Zrt.)
- Magyar Államvasutak Zrt. (MÁV Zrt.)
- Nemzeti Közlekedési Hatóság (NKH)
- Nemzeti Fejlesztési Ügynökség (NFÜ)